# El Príncep de la Boira

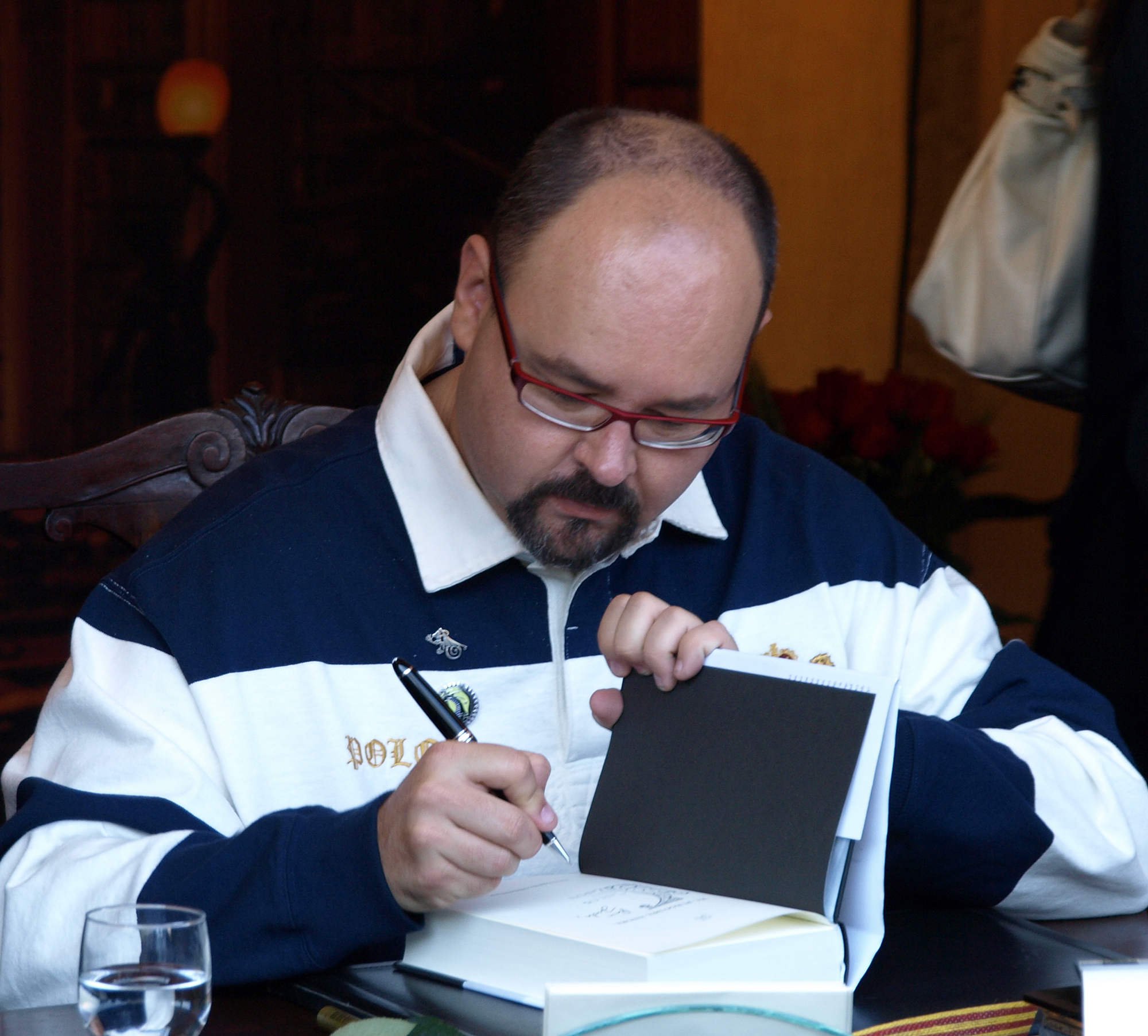
L'autor d'aquest llibre, Carlos Ruiz Zafón

El Príncep de la Boira és una novel·la juvenil de misteri escrita per l'escriptor barceloní Carlos Ruiz Zafón i publicada el 1993 en castellà (títol original, El príncipe de la niebla) per l'Editorial Planeta. Traduïda al català, narra els descobriments sobre la fosca història darrere la família Fleischmann i el naufragi del vaixell Orpheus. L'obra va guanyar i va estar nominada a diversos premis literaris tals com el Premi Edebé de 1993.

## Sinopsi
Aquest llibre tracta, d'una família que es muda de casa, que pertanyia a la família Fleischmann i allà van ser molt feliços i també molt tristos, la senyora Fleischmann no podia concebre un fill, però en arribar a aquella casa miraculosament es va quedar embarassada, aquell nen es va dir Jacob i va ser l'alegria de la casa fins que als nou anys va morir ofegat a la badia del poble. Poc després el senyor Fleischmann, va morir i els advocats de la família van vendre aquella casa als Carver, els protagonistes de la història. Només arribar, Max Carver coneix a un nen del poble en Roland, que viu amb el seu avi adoptiu, ja que els seus pares van morir en un accident de cotxe. Darrere de la casa dels Carver, en Max descobreix un jardí d'estàtues molt curiós on està representat un circ amb tots els seus personatges col·locats amb una forma molt estranya (una estrella envoltada per un cercle) que li sembla molt estrany i que va investigant-ho fins que descobreix que l'avi d'en Roland, va estar pujat a un vaixell, l'Orpheus que va naufragar a les costes del poble i a aquell naufragi van morir tots els tripulants a excepció d'ell, a aquest vaixell també viatjava el doctor Caín, que era un mag que li havia causat moltes desgràcies a en Víctor Kray, va matar a un amic seu i es volia apoderar d'en Jacob Fleischmann com a tracte amb el seu pare, a canvi de l'amor de l'Eva Gray. Aquella història li va causar curiositat i va decidir mirar uns vídeos que hi havia a casa seva d'en Jacob Fleischmann i va observar que el pallasso del jardí d'estàtues estava en una posició diferent a la que ell havia vist i que al seu costat estava el mateix gat que la seva germana Irina havia trobat a l'estació el dia que van arribar, a aquell vídeo, també va descobrir, que en Jacob Fleischmann i el seu amic Roland, eren la mateixa persona. Llavors, l'Orpheus surt de l'aigua manejat pel doctor Caín, que agafa l'Alícia, i com el Roland està enamorat, la va a buscar i llavors, el doctor Caín el rapta i mai més el tornen a veure, llavors el doctor Caín ja s'havia saldat el seu deute.